# Śmierć autostopowiczek
Śmierć autostopowiczek (cz. Smrt stopařek) – czechosłowacki dramat kryminalny z 1979 roku w reżyserii Jindřicha Poláka. 
W roli głównej wystąpił polski aktor Marek Perepeczko.

## Opis fabuły
Charvát, były kryminalista i obecny kierowca ciężarówki roman, jest niebezpiecznym psychopatą, napadającym na kobiety autostopowiczki. W nocy bierze na autostop, a potem morduje dwie młode dziewczyny. Ich ciała wyrzuca z ciężarówki na wysypisko śmieci, czego świadkiem jest staruszek. Charvátowi wydaje się, że nikt go nie podejrzewa. Jednak pozostawił ślady i świadków, a na jego tropie są milicyjni detektywi. Próbując się ratować, bandyta porywa jako zakładnika synka swojej gospodyni i ucieka z nim uprowadzonym milicyjnym samochodem w stronę granicy. Niestety, w samochodzie kończy się paliwo. Charvát wjeżdża na stację benzynową, na której milicjanci już zastawili na niego pułapkę. Tam snajper zabija go celnym strzałem, a dziecko zostaje uwolnione.

## Obsada
- Marek Perepeczko jako Charvát (głos: Vilém Besser)
- Jana Válková jako Klímová
- Jaroslava Obermaierová jako Jarošová
- Dagmar Patrasová jako Marta Vanková
- Jana Nagyová jako Eva Černá (głos: Naďa Konvalinková)
- Zdeněk Buchvaldek jako kapitan Kameník
- Karel Heřmánek jako Horáček, asystent kapitana
- Jana Gýrová jako dr Říhová
- Libuše Geprtová jako autostopowiczka
- Jitka Asterová jako autostopowiczka
- Petr Procházka jako Míša Jaroš (głos: Tomáš Holý)
- Lída Plachá jako Bendová
- Zdeněk Martínek jako leśniczy Hošek
- Karel Vochoč jako Fanouš
- Robert Vrchota jako mistrz garażu
- Eva Trunečková jako Helena Vaňková
- Alois Liškutín jako Vaněk